# Pavetta cataractarum
Pavetta cataractarum là một loài thực vật có hoa trong họ Thiến thảo. Loài này được S.Moore mô tả khoa học đầu tiên năm 1919.